# Horní Němčí
Horní Němčí (jusqu'en 1923 : Horněmčí ; en allemand : Horniemtsch, de 1939 à 1945 : Ober Niemtsch) est une commune du district d'Uherské Hradiště, dans la région de Zlín, en Tchéquie. Sa population s'élevait à 828 habitants en 2020.

## Géographie
Horní Němčí se trouve à 17 km au sud-sud-est d'Uherské Hradiště, à 33 km au sud-sud-ouest de Zlín, à 80 km à l'est-sud-est de Brno et à 264 km au sud-est de Prague.
La commune est limitée par Nivnice au nord, par Korytná à l'est, par Boršice, Strání au sud, et par Slavkov à l'ouest.

## Histoire
La première mention écrite du village date de 1358.